# Језерско (Кежмарок)
Језерско (слч. Jezersko) насељено је мјесто са административним статусом сеоске општине (слч. obec) у округу Кежмарок, у Прешовском крају, Словачка Република.

## Становништво
| Година:    | 1994. | 2004.    | 2014.   | 2024.    |
| ---------- | ----- | -------- | ------- | -------- |
| Број људи: | 102   | 118      | 111     | 74       |
| Разлика:   |       | +15,68 % | -5,93 % | -33,33 % |

| Година:    | 2023. | 2024.   |
| ---------- | ----- | ------- |
| Број људи: | 73    | 74      |
| Разлика:   |       | +1,36 % |

Према подацима о броју становника из 2011. године насеље је имало 106 становника.